# Kappa Pavonis
Désignations
Kappa Pavonis (en abrégé κ Pav) est une étoile variable de la constellation australe du Paon. Il s'agit de la variable de type W Virginis la plus brillante du ciel. L'étoile est située à une distance d'environ 179 pc (∼584 al) de la Terre. Elle s'en éloigne à une vitesse radiale héliocentrique de +38 km/s.

## Découverte
En 1901, κ Pavonis est signalée comme étant une étoile variable dont la magnitude apparente varie entre 3,8 et 5,2 selon une période de 9,090 8 jours. D'autres observations ont révélé des variations de vitesses radiales corrélées aux variations de luminosité, mais on interprétait alors ces variations comme étant dues à un système binaire spectroscopique. Les variations de luminosité étaient alors elles interprétées comme étant provoquées par des éclipses.
Assez rapidement, dès 1918, κ Pavonis est répertoriée comme une variable céphéide probable. Puis en 1937 elle fait partie des étoiles utilisées pour calibrer la relation période-luminosité des céphéides. Ce n'est qu'en 1957 que deux relations période-luminosité sont différenciées pour les variables céphéides de population I et de population II, κ Pavonis étant assignée au type II.

## Variabilité
La magnitude apparente de κ Pavonis varie entre 3,91 et 4,78 sur une période de 9,1 jours. Il s'agit d'une étoile variable de type W Virginis, soit une céphéide de type II dont on pense qu'elle est en train d'évoluer le long d'une boucle bleue en partant de la branche asymptotique des géantes à impulsions thermiques.
κ Pavonis montre des variations assez limitées mais soudaines dans sa période de pulsation autrement régulière. À certaines époques, cette période a ainsi changé jusqu'à 16 minutes autour de sa moyenne de 9 jours et 2 heures. L'étoile est également considérée comme étant particulière comparée aux autres variables de type W Virginis, telle que W Virginis elle-même. On a découvert un groupe de ces variables particulières situées dans le Grand Nuage de Magellan (LMC) qui apparaissent être plus chaudes et plus lumineuses que ce à quoi on s'attendait, et on leur a ainsi attribué une classification dite « pW » (pour variable de type W Virginis particulière). Il est proposé que κ Pavonis soit également une variable pW. Les particularités des variables observées dans le LMC pourraient être dues à des interactions binaires, mais κ Pavonis n'est pas connue pour être une étoile binaire.

## Propriétés
κ Pavonis est une grande étoile dont le rayon est autour de 23 fois plus grand que le rayon solaire et qui est 565 fois plus lumineuse que le Soleil, mais qui n'est que 56 % aussi massive que le Soleil. Son type spectral tout comme sa température changent durant ses pulsations, le premier passant de F5 à G5 tandis que la seconde varie entre 6 350 et 5 250 K ; en parallèle, sa classe de luminosité passe de celle d'une géante lumineuse à celle d'une étoile supergéante. La classe de luminosité est relativement élevée pour une étoile de cette luminosité, en raison de sa très faible gravité de surface. Les pulsations font que la taille de l'étoile varie de 3 R☉ autour de son rayon moyen. Le diamètre angulaire de son disque a été observé varier directement durant les pulsations.